# ماريا كونيكوفا
ماريا كونيكوفا (من مواليد 1984) لاعبة بوكر ومذيعة بودكاست. وقد كتبت ثلاثة كتب من أكثر الكتب مبيعًا في صحيفة نيويورك تايمز، بما في ذلك العقل المدبر: كيف تفكر مثل شيرلوك هولمز.

## حياتها

### النشأة والتعليم
ولدت ماريا كونيكوفا في موسكو، روسيا، لأبوين يهوديين. هاجرت عائلتها إلى الولايات المتحدة واستقرت في ماساتشوستس عندما كانت في الرابعة من عمرها.
التحقت كونيكوفا بمدرسة أكتون بوكسبورو الثانوية الإقليمية في ماساتشوستس. بعد تخرجها من المدرسة الثانوية، التحقت بجامعة هارفارد وتخرجت بدرجة البكالوريوس. فى بكالوريوس الآداب والكتابة الإبداعية. في جامعة هارفارد ارشدت من قبل ستيفن بينكر. حصلت على درجة الدكتوراه. حصلت على درجة الدكتوراه في علم النفس من جامعة كولومبيا عام 2013 تحت إشراف والتر ميشيل.

### الكتابة والإعلام
عملت كونيكوفا منتجة في برنامج تشارلي روز شو، حيث ساعدت في إعداد مقطع "سلسلة الدماغ". كتبت عمود "مجنون بمعنى الكلمة" في مجلة مجلة العلوم الأمريكية ومدونة علم النفس "اختيار داهية". لشركة فكر كبير. في أبريل 2013، نُشرت مقالتها حول عدم اليقين في عملية صنع القرار في مجلة نيويوركر، والتي تواصل المساهمة فيها.

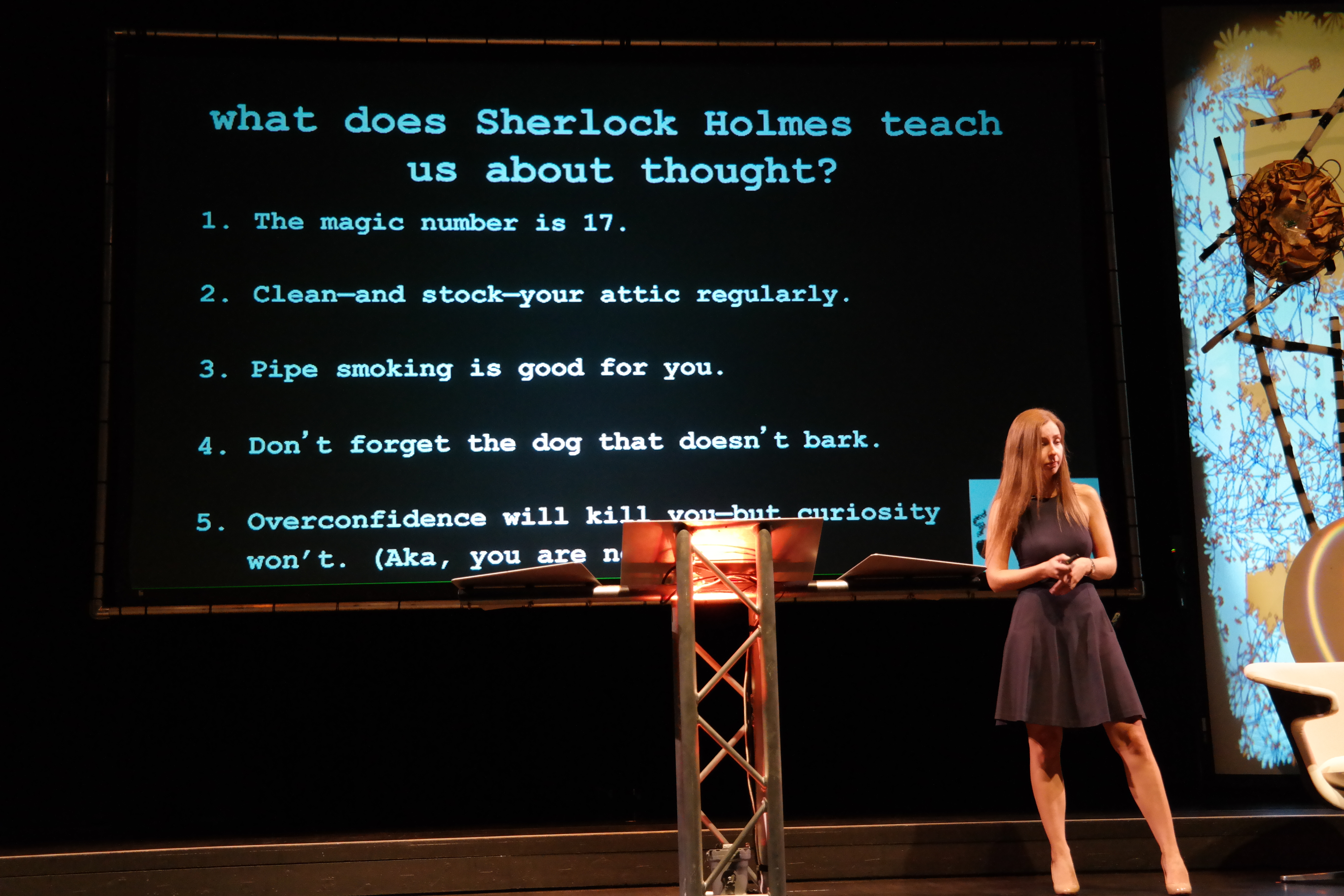
كونيكوفا في مهرجان (2013)

كتاب كونيكوفا الأول، العقل المدبر: كيف تفكر مثل شيرلوك هولمز، رشح لجائزة أجاثا وجائزة أنتوني لأفضل كتاب واقعي في عام 2013. نُشر كتابها "لعبة الثقة" في عام 2016 وظهر في قائمة نيويورك تايمز للجرائم والعقاب الأكثر مبيعًا. كتابها الثالث، أكبر خدعة، الذي نُشر عام 2020، سجلت مشاركتها في عالم البوكر.
تظهر كونيكوفا بشكل منتظم في بودكاست الجوهر في مقطعها الخاص "هل هذا هراء؟" في أوائل عام 2017، نشرت بودكاست من 10 أجزاء عن المحتالين والحياة التي يدمرونها، بعنوان الجوهر.

### رياضة البوكر
ازداد اهتمام كونيكوفا بالبوكر عندما واجهت نظرية اللعبة الخاصة بـ جون فون نيومان. لقد رأت في البوكر وسيلة لاستكشاف التفاعل بين المهارة والصدفة في النفس البشرية. وقالت في مقابلة مع صحيفة نيويورك تايمز أن دوافعها لم تكن متجذرة في المقامرة، ولكن في فهم الجوانب النفسية للعبة. في عام 2016، أقامت كونيكوفا اتصالات مع إريك سيدل، وهو لاعب بوكر محترف متمرس، والذي أصبح مرشدها ومدربها حيث انغمست لمدة عام في عالم البوكر التنافسي.
ظهرت كونيكوفا لأول مرة على مسرح البوكر الرئيسي في بطولة بوكرستارز 2017 في مونتي كارلو. في يناير 2018، فازت بحدث مغامرة بوكر ستارز الكاريبية الوطني في بطولة بوكر ستارز مغامرة الكاريبي بلا حدود هولدم، وحصلت على جائزة نقدية قدرها 84600 دولار. حصلت على بطاقة بلاتينية بقيمة 30 ألف دولار، مما أتاح لها الدخول إلى بطولة لاعبي بوكرستارز في يناير 2019. وقد بلغت أرباحها المتراكمة قبل ذلك حوالي 30 ألف دولار.

بعد فوزها في عام 2018، أخرت كونيكوفا العمل على كتابها أكبر خدعة من أجل المنافسة في المزيد من البطولات ذات الرهانات الأعلى وأصبحت لاعبة بوكر محترفة بدوام كامل. من يونيو 2018 إلى نوفمبر 2019 شاركت مع بوكرستارز، الذي رعاها في البطولات الاحترافية.

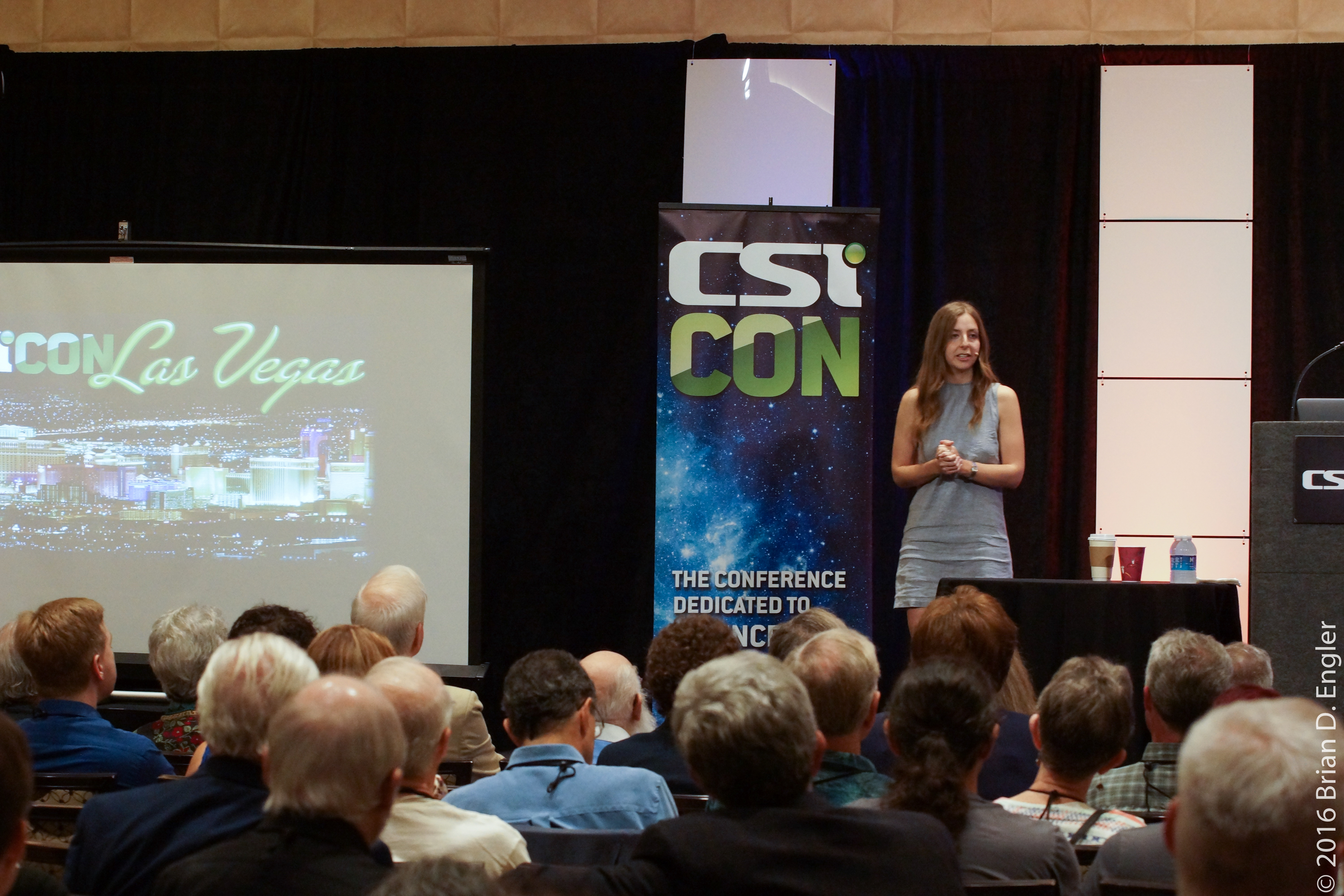
"ألعاب الثقة" 2016

## الجوائز
- جائزة روبرت بي. باليس عن لعبة الثقة من قبل لجنة التحقق من الشك (2016)[21]
- ظهرت في أفضل كتابة أمريكية للعلوم والطبيعة، من تحرير هوب جاهرين، عن مقالتها "الأذواق المتغيرة" عن هيستون بلومنثال (2017)[22]
- التميز في الصحافة العلمية من قبل جمعية الشخصية وعلم النفس الاجتماعي (2019)[23]